# Euphorbia eyassiana
Euphorbia eyassiana ist eine Pflanzenart aus der Gattung Wolfsmilch (Euphorbia) in der Familie der Wolfsmilchgewächse (Euphorbiaceae).

## Beschreibung
Die sukkulente Euphorbia eyassiana wächst als dicht verzweigter Strauch mit Trieben bis 80 Zentimeter Länge. Die aus der Basis entspringenden, vierkantigen Triebe sind graupurpurn überzogen und werden bis 1 Zentimeter dick. An den Kanten sind im Abstand von ein bis zwei Zentimeter flache Zähne angeordnet. Die länglichen Dornschildchen sind dreieckig und sehr schmal. Sie werden bis 1 Zentimeter lang und stehen einzeln. Es werden sehr schmale Dornen bis 15 Millimeter Länge und Nebenblattdornen bis 3,5 Millimeter Länge ausgebildet.
Der Blütenstand besteht aus einfachen und einzelnen Cymen, die nahezu sitzend sind. Die Cyathien erreichen einen Durchmesser von 4,5 Millimeter. Die rechteckigen Nektardrüsen sind bräunlich gefärbt und berühren sich. Die stumpf gelappte Frucht ist mehr oder weniger sitzend und wird etwa 2,5 Millimeter lang und 3 Millimeter breit. Der eiförmige Samen wird 1,75 Millimeter lang und 1,5 Millimeter breit. Die Samenoberfläche ist mit flachen Warzen besetzt.

## Verbreitung und Systematik
Euphorbia eyassiana ist im Norden von Tansania im Gebiet des Ostafrikanischen Grabens auf steinhaltigen Böden mit lockerer Buschvegetation in Höhenlagen von 1000 bis 1800 Meter verbreitet.
Die Erstbeschreibung der Art erfolgte 1982 durch Peter René Oscar Bally und Susan Carter Holmes.